# Filiale
Per filiale (o succursale), in economia aziendale, si intende una sede secondaria (figlia, appunto) di un'organizzazione più vasta.
Generalmente il termine riguarda la struttura di società che, nascendo in un luogo ed espandendosi, necessitano di agenzie in zone diverse e distanti. Esempi di filiali sono le succursali bancarie, le sedi estere delle multinazionali o gli uffici distaccati delle imprese.
Nella prassi commerciale, filiali e succursali hanno natura giuridica e organizzativa distinta:
- Si definisce filiale una società con personalità giuridica controllata da una capogruppo, con autonomia giuridica, ma legata alla sede principale da rapporti di azionariato.
- Si definisce succursale (o sede secondaria[2]) un'entità economica estera, senza personalità giuridica, che esercita un'attività analoga a quella dell'impresa principale, ma che dipende giuridicamente dalla sede principale.

## Le succursali bancarie
All'interno dell'art. 1 del Testo unico bancario, la succursale è "una sede che costituisce parte, sprovvista di personalità giuridica, di una banca e che effettua direttamente, in tutto o in parte, l'attività della banca". L'art. 28 della previgente legge bancaria prevedeva delle autorizzazione per poter aprire delle succursali da parte di una banca. Con l'entrata in vigore del Testo unico bancario, la procedura di apertura di succursali è stata totalmente liberalizzata, a eccezione delle succursali di banche comunitarie o extracomunitarie.
Secondo uno studio della Fabi, 3.062 comuni italiani al 2022 sono del tutto privi di filiali bancarie, insistendo su circa 4 milioni di cittadini e il 7% della popolazione complessiva.

## Riferimenti normativi
- Art. 15 del Testo unico bancario